# Марракеш (стадіон)
Стадіон «Марракеш» (араб. ملعب مراكش) — багатофункціональний стадіон, розташований в однойменному місті, Марокко. Відкритий 5 січня 2011 року.
Стадіон використовується в основному для футбольних матчів з можливістю прийняти у себе Олімпійські ігри. На ньому проводить свої домашні матчі футбольний клуб «Кавкаб». Місткість стадіону становить 45 240 осіб..